# Bistum Daman
Das Bistum Daman (lateinisch Dioecesis Damanensis, portugiesisch Diocese de Damão) war eine in Portugiesisch-Indien gelegene römisch-katholische Diözese mit Sitz in Daman.

## Geschichte
Das Bistum Daman wurde am 1. September 1886 durch Papst Leo XIII. mit der Bulle Humanae salutis aus Gebietsabtretungen des Erzbistums Goa errichtet und diesem als Suffraganbistum unterstellt.
Am 1. Mai 1928 wurde das Bistum Daman durch Papst Pius XI. mit der Bulle Inter apostolicam wieder dem Erzbistum Goa angegliedert.

## Bischöfe von Daman
- António Pedro da Costa, 1887–1900
- Sebastião José Pereira, 1900–1925